# 青い鳥 (1976年の映画)
『青い鳥』（あおいとり、The Blue Bird）は、ジョージ・キューカー監督による1976年のアメリカ合衆国・ソビエト連邦合作の童話ファンタジー映画である。モーリス・メーテルリンクの1908年の戯曲『青い鳥』を基にヒュー・ホワイトモア、アルフレッド・ヘイズ、アレクセイ・カプレルが脚本を執筆した。今作は2つの無声映画、シャーリー・テンプル主演の1940年版、1970年のアニメ映画に続く5度目の映画作品であった。冷戦下のアメリカとソビエトで製作された数少ない合作映画として有名である。しかし以前の改作と異なり、批評家から全く評価されず興行的にも失敗に終わった。

## キャスト
| 役名              | 俳優                   | 日本語吹替                             |  |
| 役名              | 俳優                   | TBS版                                  |  |
| ----------------- | ---------------------- | -------------------------------------- |  |
| チルチル          | トッド・ルッキンランド | 難波克弘                               |  |
| ミチル            | パッツィ・ケンジット   | 市原由美子                             |  |
| 母/母の愛 魔女/光 | エリザベス・テイラー   | 武藤礼子                               |  |
| 夜の女王          | ジェーン・フォンダ     | 芝田清子                               |  |
| ぜいたくの女王    | エヴァ・ガードナー     | 翠準子                                 |  |
| タイレット(猫)    | シシリー・タイソン     | 松金よね子                             |  |
| タイロ(犬)        | ジョージ・コール       | たてかべ和也                           |  |
| 不明 その他       |                        | 細井重之 緑川稔 村山明 麻上洋子 国坂伸 |  |
|                   |                        |                                        |  |
| 演出              | 演出                   | 春日正伸                               |  |
| 翻訳              | 翻訳                   | 入江敦子                               |  |
| 効果              |                        |                                        |  |
| 調整              |                        |                                        |  |
| 制作              | 制作                   | ザック・プロモーション                 |  |
| 解説              | 解説                   | 荻昌弘                                 |  |
| 初回放送          | 初回放送               | 1979年11月19日 『月曜ロードショー』    |  |